# Neofulla
Neofulla is een geslacht van steenvliegen uit de familie Notonemouridae. De wetenschappelijke naam van het geslacht is voor het eerst geldig gepubliceerd in 1936 door Claassen.

## Soorten
Neofulla omvat de volgende soorten:
- Neofulla areolata (Navás, 1930)
- Neofulla biloba (Aubert, 1960)
- Neofulla spinosa (Aubert, 1960)